# James D'Arcy
James D'Arcy (n. 24 de agosto de 1975) es un actor de teatro, cine y televisión inglés.

## Biografía
James D'Arcy nació como Simon D'Arcy y se crio en Fulham, Londres, con su madre, Caroline, quien trabajaba de enfermera, y su hermana Charlotte. Su padre murió cuando él era joven. En 1991 se trasladó a Australia por un año y trabajó en el departamento de drama de una escuela en Perth, y allí se interesó en la actuación.
Cuando regresó a Londres ingresó a una escuela de teatro. Hizo un curso de tres años en la Academia de Londres de Música y Arte Dramático (LAMDA), completando su licenciatura en actuación en 1995. En LAMDA apareció en las producciones de Heracles, As You Like It, Wild Honey y The Freedom of the City.

## Carrera
Su primera aparición en televisión fue en 1996 en la serie Silent Witness, a la que siguió Dalziel and Pascoe. En 1997 actuó en las películas para televisión Ruth Rendell's Bribery and Corruption, como Nicholas Hawthorne, también apareció en The Canterville Ghost como Lord Cheshire y en The Ice House como Jonathan Maybury. 
En 1999 actuó junto a Daniel Craig en La trinchera (The Trench), y tuvo un pequeño papel en House Paradise.
En 2001 actuó en la miniserie Rebel Heart como Ernie Coyne, y en The Life and Adventures of Nicholas Nickleby como Nicholas Nickleby, con Sophia Myles y Charles Dance.
En 2002, interpretó a un joven Sherlock Holmes en Case of Evil. 
En 2003, interpretó el papel de Barnaby Caspian en El punto sobre la I junto a Gael García Bernal y Natalia Verbeke, y a Jim Caddon en la serie  P.O.W. Ese mismo año ganó un mayor reconocimiento cuando interpretó al teniente Tom Pullings en Master and Commander: The Far Side of the World, junto a Russell Crowe y Paul Bettany.
En 2004 actuó en Exorcist: The Beginning (El exorcista: El comienzo), como el padre Francis. 
En 2005 actuó como Richard Powell en la película An American Haunting (Maleficio), junto a Donald Sutherland y Sissy Spacek. 

«De Richard Powell se podría decir que tiene dos caras. Tiene algo que es muy interesante para un actor, porque es un personaje muy honesto, pero a la vez da la impresión de ser otra cosa. Fue todo un desafío, un personaje muy estimulante.»
 James D'Arcy (2005).

En ese mismo año, en televisión actuó como Kettering Derek en un episodio de Poirot.
Actuó en 2007 en The Mystery of the Blue Train como Jerry Burton en Marple: El dedo en movimiento, además en Rise: Blood Hunter en el papel de Bishop, como Tiberio Graco en la Revolución episodio de la antigua Roma: Auge y caída de un Imperio como Toby Clifford en Fallen Angel y como Tom Bertram en la producción de ITV de Mansfield Park, junto a Billie Piper, quien interpretó a Rose Tyler en Doctor Who.
Entre 2009 y 2010 actuó en 8 episodios de Secret Diary of a Call Girl como Duncan, junto a la protagonista Billie Piper, por segunda vez (la primera había sido en la película para TV Mansfield Park).
En 2011 filmó para Age of heroes con el papel de Ian Fleming. También interpretó el papel de Eduardo VIII del Reino Unido en la película W.E., la segunda película dirigida por Madonna.
Participó en el rodaje de Cloud Atlas que se estrenó en 2012.

## Filmografía

### Cine y televisión
| Año     | Título                                          | Papel                                   | Notas                                                               |
| ------- | ----------------------------------------------- | --------------------------------------- | ------------------------------------------------------------------- |
| 1996    | Silent Witness                                  | Estudiante                              | Serie de televisión (1 episodio: "Long Days, Short Nights: Part 1") |
| 1996    | Dalziel and Pascoe                              | Franny Roote                            | Serie de televisión (1 episodio: "An Advancement of Learning")      |
| 1996    | Brookside                                       | Martin Cathcart                         | Serie de televisión (1 episodio: "Things to Sort Out")              |
| 1997    | The Canterville Ghost                           | Lord Cheshire                           | Película para televisión                                            |
| 1997    | Ruth Rendell Mysteries                          | Nicholas Hawthorne                      | Serie de televisión (2 episodios)                                   |
| 1997    | The Ice House                                   | Jonathan Maybury                        | Película para televisión                                            |
| 1997    | Wilde                                           | Amigo                                   |                                                                     |
| 1997    | A Dance to the Music of Time                    | Nicholas Jenkins                        | Miniserie (1 episodio: "The Twenties")                              |
| 1997    | The History of Tom Jones, a Foundling           | Blifil                                  | Miniserie (5 episodios)                                             |
| 1998    | Norman Ormal: A Very Political Turtle           | Crap Actor Man 2                        |                                                                     |
| 1998    | Hiccup                                          | Barry                                   | Cortometraje                                                        |
| 1999    | Sunburn                                         | Phil                                    | Serie de televisión (1 episodio: "Episode No.1.1")                  |
| 1999    | The Trench                                      |                                         | Película                                                            |
| 1999    | Guest House Paradiso                            | Timothy Barker                          |                                                                     |
| 2001    | Rebel Heart                                     | Ernie Coyne                             | Miniserie (4 episodios)                                             |
| 2001    | The Life and Adventures of Nicholas Nickleby    | Nicholas Nickleby                       | Película para televisión                                            |
| 2001    | Revelation                                      | Jake Martell                            |                                                                     |
| 2001    | Dark Realm                                      | Dean                                    | Serie de televisión (1 episodio: "Party On")                        |
| 2002    | Come Together                                   | Jack                                    | Película para televisión                                            |
| 2002    | Sir Gawain and the Green Knight                 | Sir Gawain                              | Película para televisión                                            |
| 2002    | Sherlock: Case of Evil                          | Sherlock Holmes                         | Película para televisión                                            |
| 2003    | El punto sobre la I                             | Barnaby F. Caspian                      |                                                                     |
| 2003    | P.O.W.                                          | Jim Caddon                              | Serie de TV (6 episodios)                                           |
| 2003    | Master and Commander: The Far Side of the World | Teniente Tom Pullings                   |                                                                     |
| 2004    | Exorcist: The Beginning                         | Padre Francis                           |                                                                     |
| 2005    | An American Haunting                            | Richard Powell                          |                                                                     |
| 2005    | Agatha Christie's Poirot                        | Derek Kettering                         | Serie de televisión (1 episodio: "The Mystery of the Blue Train")   |
| 2006    | Agatha Christie's Marple                        | Jerry Burton                            | Serie de televisión (1 episodio: "The Moving Finger")               |
| 2006    | Ancient Rome: The Rise and Fall of an Empire    | Tiberio Graco                           | Serie de televisión (1 episodio: "Revolution")                      |
| 2006    | The Battle for Rome                             | Tiberio Graco                           | Película para televisión                                            |
| 2007    | Them                                            | Cain Johnson                            | Película para televisión                                            |
| 2007    | Green                                           | Sy                                      | Película para televisión                                            |
| 2007    | Fallen Angel                                    | Toby Clifford                           | Miniserie (1 episodio: "The Judgement of Strangers")                |
| 2007    | Mansfield Park                                  | Tom Bertram                             | Película para televisión                                            |
| 2007    | Rise                                            | Bishop                                  |                                                                     |
| 2007    | The Inspector Lynley Mysteries                  | Guy Thompson                            | Serie de TV (1 episodio: "Know Thine Enemy")                        |
| 2008    | Flashbacks of a Fool                            | Jack Adams                              |                                                                     |
| 2008    | Bonekickers                                     | Capitán Roberts                         | Serie de TV (1 episodio: "The Lines of War")                        |
| 2008    | The Commander                                   | Jerry                                   | Película para televisión                                            |
| 2009    | The Eastmens                                    | Dr. Peter Eastmen                       | Película para televisión                                            |
| 2009    | Into the Storm                                  | Jock Colville                           | Película para televisión                                            |
| 2009    | Virtuality                                      | Dr. Roger Fallon                        | Película para televisión                                            |
| 2009–10 | Secret Diary of a Call Girl                     | Duncan                                  | Serie de TV (8 episodios)                                           |
| 2010    | Natural Selection                               | John Henry Wilson                       | corto                                                               |
| 2011    | The Flight of the Swan                          | Alexis                                  |                                                                     |
| 2011    | Age of Heroes                                   | Ian Fleming                             |                                                                     |
| 2011    | Screwed                                         | Sam                                     |                                                                     |
| 2011    | W.E.                                            | Rey Eduardo VIII                        |                                                                     |
| 2012    | In Their Skin                                   | Bobby                                   |                                                                     |
| 2012    | The Domino Effect                               | Mark                                    |                                                                     |
| 2012    | Cloud Atlas                                     | Rufus Sixsmith, Nurse James, Archivista |                                                                     |
| 2012    | Hitchcock                                       | Anthony Perkins                         |                                                                     |
| 2012    | Overnight                                       | Tom                                     |                                                                     |
| 2012    | The Making of a Lady                            | Capitán Alec Osborn                     |                                                                     |
| 2014    | Let's Be Cops                                   | Mossi Kasic                             |                                                                     |
| 2014    | After the Dark                                  | Mr. Zimit                               |                                                                     |
| 2014    | Those Who Kill                                  | Thomas Schaeffer                        |                                                                     |
| 2015    | Broadchurch                                     | Lee Ashworth                            |                                                                     |
| 2015    | Jupiter Ascending                               | Maximilian Jones                        |                                                                     |
| 2015–16 | Agent Carter                                    | Edwin Jarvis                            | Serie de TV del Universo cinematográfico de Marvel                  |
| 2015    | Survivor                                        | Paul Anderson                           |                                                                     |
| 2016    | Guernica                                        | Henry                                   |                                                                     |
| 2019    | Avengers: Endgame                               | Edwin Jarvis (Cameo)                    | Universo Cinematográfico de Marvel                                  |
| 2023    | Oppenheimer                                     | Patrick Blackett                        |                                                                     |

## Premios y nominaciones
1. 2002 - Premios Ian Charleson Award - Actuación en un papel clásico - Por Eduardo II.